# Хамфри, Дерек
Дерек Хамфри (англ. Derek Humphry; 29 апреля 1930, Бат, Сомерсет — 2 января 2025, Юджин, Орегон) — британский и американский журналист, писатель основавший в 1980 году организацию Общество Хемлок, экс-президент Всемирной федерации обществ за право на смерть, обе из которых поддерживают понятие декриминализации добровольной эвтаназии.

## Биография
Родился в городе Сомерсет, его отец британец, а мать — ирландка. За время своей 30-летней журналистской карьеры Хамфри работал и писал для таких изданий, как «Daily Mail» и «Sunday Times».
Его первая жена, Джин Хамфри, завершила свою жизнь 29 марта 1975 года, с помощью своего мужа, путём преднамеренной передозировки лекарств; она страдала от рака молочной железы. Историю своей жены Дерек Хамфри описывает в книге «Путь Джин». Дерек Хамфри и Джин имели троих сыновей, один из которых был усыновлённым. Его брак со второй женой, Энн Уикет, закончился в 1989 году, когда она подала на развод; у них не было детей. Энн Уикет покончила жизнь самоубийством в возрасте 49 лет, 2 октября 1991 года, во время рецидива депрессии с пограничным расстройством личности. В её предсмертной записке, она утверждала, что Хэмфри был «убийцей» и что его первая жена, Джин, умерла от удушья. Дерек Хамфри называл эти обвинения необоснованными.
Автор книг «Путь Джин» и «Последний выход» (последняя стала бестселлером). Дерек Хамфри является также президентом Общества организации и управления исследованиями эвтаназии (ERGO), советник организации Final Exit Network.
В 2014 году Дерек Хамфри получил от Всемирной Федерации обществ за право на смерть премию Lifetime Achievement за «вклад, который он сделал, так много, так долго и так мужественно отстаивая наше право на спокойную смерть».
Умер 2 января 2025 года от застойной сердечной недостаточности в Юджине, штат Орегон, в возрасте 94 лет.